# JP-8
JP-8 (сокращение от англ. Jet Propellant 8 — «реактивное топливо 8») — марка применяемого в вооружённых силах США углеводородного топлива для газотурбинных двигателей. Выпускается по спецификации (военному стандарту) MIL-DTL-83133. В странах NATO применяется под наименованием (кодом) F-34.
JP-8 — основной тип авиационного реактивного топлива на основе керосина, применяемого для военных нужд в США и странах НАТО. Поставки топлива потребителям начались в 1978 году, а с 1996 года JP-8 заменяет в эксплуатации ранее применявшееся для этих же целей топливо JP-4. В 1998 году было разработано более термостабильное топливо JP-8+100.
JP-8 — представляет собой смесь углеводородов с числом атомов углерода в диапазоне от C9 до C16. В процессе производства в топливо добавляется комплекс присадок, таких как ингибитор коррозии, антистатическая присадка, противоизносная присадка и др. 
Используется как основной сорт топлива для газотурбинных двигателей почти всех эксплуатируемых типов самолётов и вертолётов, а также в качестве топлива для танков и другой наземной техники, переносных и мобильных дизель-генераторов (как заменитель дизтоплива), для бытовых нужд и в других случаях. В связи с сухостью топлива JP-8 (по сравнению с дизельным топливом) оно вызывает повышенный износ ЦПГ и ТНВД у дизельных двигателей и не рекомендовано к постоянному использованию.
В 1998 году было разработано более термостабильное топливо JP-8+100 (F-37), которое применяется на ряде типов авиационной техники. Отличается от базового JP-8 дополнительным введением комплексной присадки 8Q462.
Топливо JP-8+100LT — это вариант топлива JP-8+100 для работы при низких температурах.